# Ceratinoptera producta
Ceratinoptera producta är en kackerlacksart som beskrevs av Robert Walter Campbell Shelford 1913. Ceratinoptera producta ingår i släktet Ceratinoptera och familjen småkackerlackor.
Artens utbredningsområde är Peru. Inga underarter finns listade i Catalogue of Life.